# 무스티는 내친구
무스티는 내 친구(Musti)는 레이 구센이 제작한 벨기에의 TV 애니메이션 시리즈다. 1969년에 처음 방영을 시작했지만, 신규 에피소드는 수십년에 걸쳐 더 정교한 애니메이션으로 제작되었으며 2007년부터 3D 애니메이션으로 리메이크되었다.
대한민국에서는 KBS2에서 열려라 꿈동산의 한 코너로 방영되었다.

## 같이 보기
- 미피
- 헬로키티